# Alphumla
Alphumla (Bombus alpinus) är en art i insektsordningen steklar som tillhör överfamiljen bin och släktet humlor. 

## Beskrivning
Alphumlan är en ganska stor och långsträckt humla. Den täta pälsen är svart på mellankropp och tergit 1, kraftigt röd för övrigt. Färgen är lika för båda könen, men hanen kan ha en del gula hår på främre delen av framkroppen och uppe på huvudet. Drottningen är påtagligt stor, 21 till 24 mm lång, arbetare och i synnerhet hanar mindre – de senare har en kroppslängd mellan 18 och 19 mm.

### Förväxlingsrisk
Alpumlan liknar polarhumla, men dennas röda färg på bakkroppen börjar längre bak. En annan förväxlingsart är den i regel klart mindre berghumlan.

## Utbredning
Alphumlan finns endast i de europeiska alperna, Karpaterna och de nordiska fjällen. Österut når den Kolahalvön. I Sverige förekommer den sällsynt i norra delen av fjällkedjan. I Finland förekommer den i den nordvästligaste delen av Lappland på gränsen mot Norge, samt i nordöstra Lappland. Den förekommer även i Norges högfjäll.

## Ekologi
Alphumlan förekommer i bergstrakter, främst på blomsterika fjällhedar och alpängar, men den kan också söka nektar längs vägkanter. Boet anläggs i något övergivet fjällämmel- eller sorkbo ofta ganska ytligt i marken. I regel föds två kullar arbetare upp och drottningen fortsätter att samla pollen och nektar tillsammans med dessa för att kunna föda upp könsdjuren. Drottningen kan bland annat med hjälp av sin goda isolering flyga vid förvånansvärt låg temperatur, ända ner till någon minusgrad i luften. I Norden flyger alphumlan till viden som lappvide och ullvide under våren, för att senare övergå till svarthö, vedlar, spiror samt ris som blåbär. Den kan också förekomma i vägkanter där den flyger till mjölke och rödklöver.

### Bevarandestatus
Globalt minskar arten, och är rödlistad av IUCN som sårbar ("VU"). Även i Sverige är den rödlistad, här som nära hotad ("NT"). Orsaken är främst klimatförändringarna; arten är anpassad till låga temperaturer, och tål dåligt perioder med varmare temperaturer än normalt. I Finland var den däremot länge klassificerad som livskraftig ("LC"), men är sedan 2019 även här rödlistad som nära hotad.

### Snylthumla
Alphumlan parasiteras troligen av tundrahumlan, även om inga säkra bevis föreligger.